# Stictoptera fuscostrigata
Stictoptera fuscostrigata là một loài bướm đêm trong họ Noctuidae.